# Gustave-Maximilien-Juste de Croÿ-Solre
Gustave-Maximilien-Juste de Croÿ-Solre (Vieux-Condé, 12 settembre 1773 – Rouen, 1º gennaio 1844) è stato un cardinale e arcivescovo cattolico francese.

## Biografia
Nato il 12 settembre 1773 al castello de l'Ermitage a Condé-sur-l'Escaut, era figlio di Anne Emmanuel Ferdinand François, VIII duca di Croÿ e di sua moglie, Augusta Federica Guglielmina di Salm-Kyrburg.
Entrò ancora giovane nella carriera ecclesiastica divenendo canonico della cattedrale di Strasburgo dal 1789 e trovando rifugio poi in Austria durante gli anni della Rivoluzione francese. Il 3 novembre 1797 venne ordinato sacerdote a Vienna.
L'8 agosto 1817 venne nominato vescovo di Strasburgo su proposta di Luigi XVIII e venne poi confermato a questa funzione da papa Pio VII il 23 agosto 1819. Il 9 gennaio 1820 venne consacrato vescovo nella chiesa parigina di Saint-Sulpice per mano di Jean Charles de Coucy, arcivescovo di Reims, assistito da Anne-Antoine-Jules de Clermont-Tonnerre, vescovo emerito di Châlons e da Jean-Baptiste de Latil, vescovo di Chartres.
Grande elemosiniere di Francia dal 1821 al 1830, nel 1822 venne incluso tra i pari di Francia.
Il 17 novembre 1823 venne promosso arcivescovo di Rouen e nel 1824 celebrò le solenni esequie per la morte di Luigi XVIII alla Basilica di Saint-Denis.

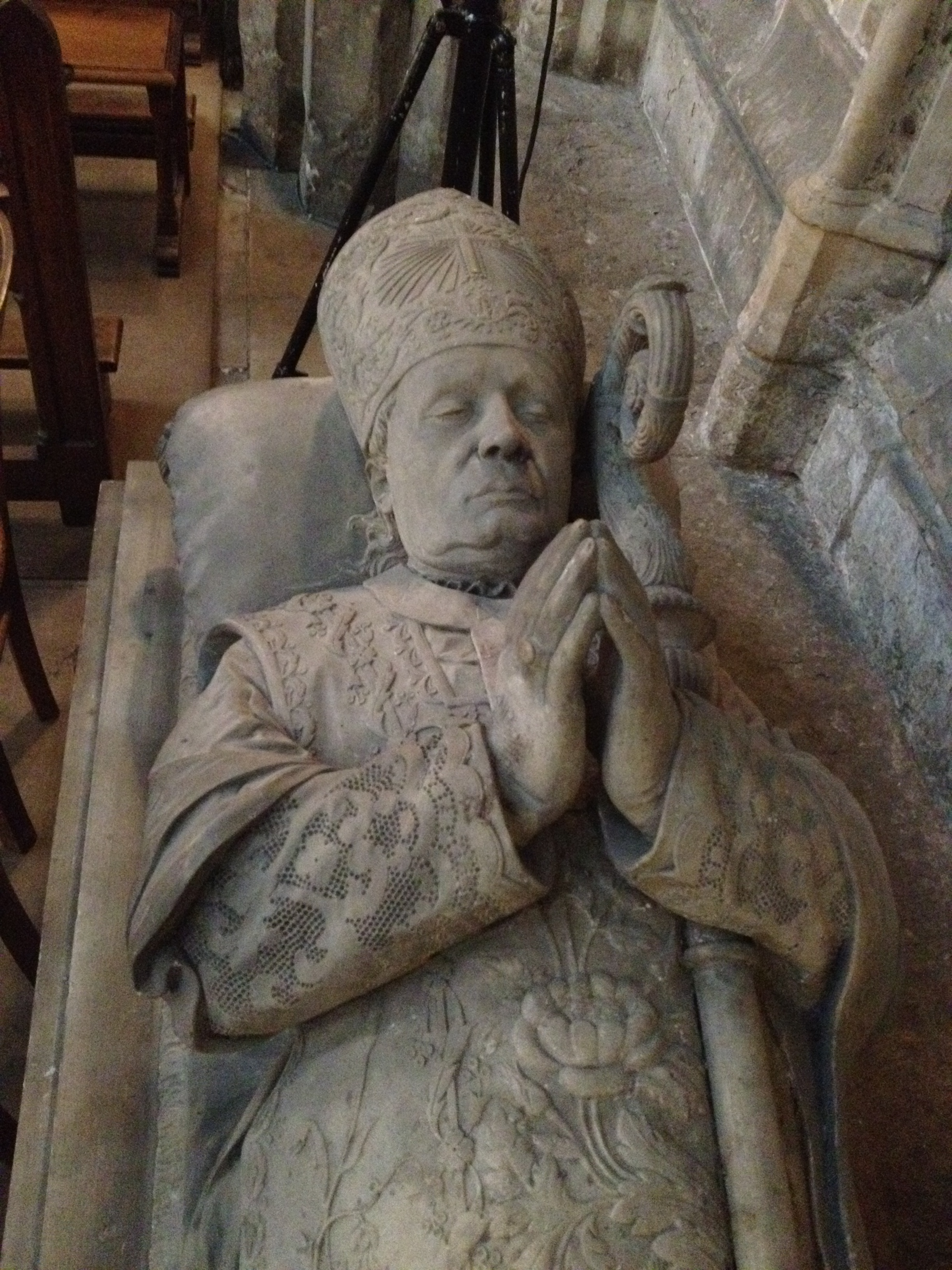
Particolare della tomba neogotica del cardinale de Croÿ-Solre

Il 21 marzo 1825 venne elevato al rango di cardinale durante il concistoro tenutosi in tale data da papa Leone XII. Ricevette la berretta cardinalizia il 18 maggio 1829 unitamente al titolo di cardinale presbitero del titolo di Santa Sabina il 21 maggio di quell'anno. Prese parte nel 1829 al conclave che elesse papa Pio VIII. Fu in quest'occasione che il cardinale si fece ritrarre in un dipinto dall'artista romano Vincenzo Camuccini. Prese parte nuovamente al conclave del 1830/1831 che elesse papa Gregorio XVI.
Morì il 1º gennaio 1844 di gotta a Rouen e venne sepolto presso la cappella della Vergine nella medesima cattedrale. Egli dichiarò esplicitamente nel suo testamento di non volere alcun monumento, ma il suo successore Louis Blanquart de Bailleul decise di realizzare a tale scopo una sottoscrizione che raccolse 20.000 franchi. Nel 1856 venne progettato un grande progetto monumentale con baldacchino nello stile settecentesco ad opera di Eugène Barthélémy, ma gli venne poi preferita una più semplice tomba neogotica.

## Genealogia episcopale e successione apostolica
La genealogia episcopale è:
- Cardinale Scipione Rebiba
- Cardinale Giulio Antonio Santori
- Cardinale Girolamo Bernerio, O.P.
- Arcivescovo Galeazzo Sanvitale
- Cardinale Ludovico Ludovisi
- Cardinale Luigi Caetani
- Cardinale Ulderico Carpegna
- Cardinale Paluzzo Paluzzi Altieri degli Albertoni
- Papa Benedetto XIII
- Papa Benedetto XIV
- Papa Clemente XIII
- Cardinale Giovanni Francesco Albani
- Cardinale Carlo Rezzonico
- Cardinale Antonio Dugnani
- Arcivescovo Jean-Charles de Coucy
- Cardinale Gustave-Maximilien-Juste de Croÿ-Solre

La successione apostolica è:
- Vescovo Denis-Antoine-Luc de Frayssinous (1822)
- Vescovo Charles-Auguste-Marie-Joseph Forbin-Janson (1824)

## Ascendenza
|                                                            |                                      |                                              | Genitori                                          |  |  | Nonni |  |  | Bisnonni                               |  |  | Trisnonni                               |  |
|                                                            |                                      |                                              |                                                   |  |  |       |  |  | 8. Philippe-Alexandre-Emmanuel de Croÿ |  |  | 16. Philippe Emmanuel Ferdinand de Croÿ |  |
|                                                            |                                      |                                              |                                                   |  |  |       |  |  | 8. Philippe-Alexandre-Emmanuel de Croÿ |  |  | 16. Philippe Emmanuel Ferdinand de Croÿ |  |
|                                                            |                                      | 17. Anne Marie Francoise de Bournonville     |                                                   |  |  |       |  |  | 8. Philippe-Alexandre-Emmanuel de Croÿ |  |  |                                         |  |
| 4. Emmanuel de Croÿ-Solre                                  |                                      |                                              |                                                   |  |  |       |  |  | 8. Philippe-Alexandre-Emmanuel de Croÿ |  |  |                                         |  |
|                                                            |                                      | 9. Marie-Marguerite-Louise de Millendonck    | 18. Louis Hermann François Comte de Millendonk    |  |  |       |  |  |                                        |  |  |                                         |  |
|                                                            |                                      | 9. Marie-Marguerite-Louise de Millendonck    | 18. Louis Hermann François Comte de Millendonk    |  |  |       |  |  |                                        |  |  |                                         |  |
|                                                            |                                      | 9. Marie-Marguerite-Louise de Millendonck    | 19. Isabelle Philippe de Mailly                   |  |  |       |  |  |                                        |  |  |                                         |  |
| 2. Anne-Emmanuel de Croÿ                                   |                                      | 9. Marie-Marguerite-Louise de Millendonck    |                                                   |  |  |       |  |  |                                        |  |  |                                         |  |
|                                                            |                                      | 10. François d'Harcourt                      | 20. Henri d'Harcourt                              |  |  |       |  |  |                                        |  |  |                                         |  |
|                                                            |                                      | 10. François d'Harcourt                      | 20. Henri d'Harcourt                              |  |  |       |  |  |                                        |  |  |                                         |  |
|                                                            |                                      | 10. François d'Harcourt                      | 21. Marie Anne Claude Brûlart de Genlis           |  |  |       |  |  |                                        |  |  |                                         |  |
| 5. Angélique-Adélaïde d'Harcourt                           |                                      | 10. François d'Harcourt                      |                                                   |  |  |       |  |  |                                        |  |  |                                         |  |
|                                                            |                                      | 11. Marie-Madeleine Le Tellier de Barbezieux | 22. Louis-François-Marie Le Tellier de Barbezieux |  |  |       |  |  |                                        |  |  |                                         |  |
|                                                            |                                      | 11. Marie-Madeleine Le Tellier de Barbezieux | 22. Louis-François-Marie Le Tellier de Barbezieux |  |  |       |  |  |                                        |  |  |                                         |  |
|                                                            |                                      | 11. Marie-Madeleine Le Tellier de Barbezieux | 23. Marie-Thérèse d'Alègre                        |  |  |       |  |  |                                        |  |  |                                         |  |
| 1. Gustave-Maximilien-Juste de Croÿ-Solre                  |                                      | 11. Marie-Madeleine Le Tellier de Barbezieux |                                                   |  |  |       |  |  |                                        |  |  |                                         |  |
|                                                            | 12. Heinrich Gabriel zu Salm-Kyrburg | 24. Karl Florentin zu Salm                   |                                                   |  |  |       |  |  |                                        |  |  |                                         |  |
|                                                            | 12. Heinrich Gabriel zu Salm-Kyrburg | 24. Karl Florentin zu Salm                   |                                                   |  |  |       |  |  |                                        |  |  |                                         |  |
|                                                            | 12. Heinrich Gabriel zu Salm-Kyrburg | 25. Marie Gabrielle de Lalaing               |                                                   |  |  |       |  |  |                                        |  |  |                                         |  |
| 6. Philipp Joseph zu Salm-Kyrburg                          | 12. Heinrich Gabriel zu Salm-Kyrburg |                                              |                                                   |  |  |       |  |  |                                        |  |  |                                         |  |
|                                                            |                                      | 13. Marie Thérèse de Croÿ                    | 26. Philippe François de Croÿ                     |  |  |       |  |  |                                        |  |  |                                         |  |
|                                                            |                                      | 13. Marie Thérèse de Croÿ                    | 26. Philippe François de Croÿ                     |  |  |       |  |  |                                        |  |  |                                         |  |
|                                                            |                                      | 13. Marie Thérèse de Croÿ                    | 27. Claudine de La Pierre                         |  |  |       |  |  |                                        |  |  |                                         |  |
| 3. Auguste Friederike Wilhelmine Ernestine zu Salm-Kyrburg |                                      | 13. Marie Thérèse de Croÿ                    |                                                   |  |  |       |  |  |                                        |  |  |                                         |  |
|                                                            |                                      | 14. Maximilien Emmanuel III van Horne        | 28. Philippe Emmanuel van Horne                   |  |  |       |  |  |                                        |  |  |                                         |  |
|                                                            |                                      | 14. Maximilien Emmanuel III van Horne        | 28. Philippe Emmanuel van Horne                   |  |  |       |  |  |                                        |  |  |                                         |  |
|                                                            |                                      | 14. Maximilien Emmanuel III van Horne        | 29. Marie Anne Antoinette de Ligne                |  |  |       |  |  |                                        |  |  |                                         |  |
| 7. Maria Theresia Josepha von Horn                         |                                      | 14. Maximilien Emmanuel III van Horne        |                                                   |  |  |       |  |  |                                        |  |  |                                         |  |
|                                                            |                                      | 15. Marie Thérèse Charlotte Bruce            | 30. Thomas Bruce                                  |  |  |       |  |  |                                        |  |  |                                         |  |
|                                                            |                                      | 15. Marie Thérèse Charlotte Bruce            | 30. Thomas Bruce                                  |  |  |       |  |  |                                        |  |  |                                         |  |
|                                                            |                                      | 15. Marie Thérèse Charlotte Bruce            | 31. Charlotte d'Argenteau                         |  |  |       |  |  |                                        |  |  |                                         |  |
|                                                            |                                      | 15. Marie Thérèse Charlotte Bruce            |                                                   |  |  |       |  |  |                                        |  |  |                                         |  |

## Stemma
| Stemma | Blasonatura |
| ------ | --- |
| \| \|  | Gustave-Maximilien-Juste de Croÿ-Solre Duca e pari di Francia, Cardinale presbitero di Santa Sabina, Grand'Elemosiniere di Francia, Commendatore dell'Ordine dello Spirito Santo Inquartato: al I, controinquartato, al 1° ed al 4° d'argento a tre fasce di rosso (Croÿ); al 2° ed al 3° di rosso a dieci losanghe d'argento 3, 3, 3 e 1 (Lalaing); al II, controinquartato di Francia e di rosso piano (Albret), sul tutto di Bretagna; al III, controinquartato, al 1° ed al 4° losangato d'oro e di rosso (de Craon), al 2° ed al 3° d'oro al leone di nero, lampassato ed armato di rosso (Fiandre); al IV controinquartato Croÿ de Renty. Sul tutto fasciato d'argento e di rosso a 8 pezzi (Ungheria) |
|        | |